# 夜光藻科
夜光藻科（学名：Noctilucaceae）为夜光藻目的一个科。

## 下级分类
本科包括以下属：
- Abedinium A.R.Loeblich Jr. & A.R.Loeblich Iii, 1966
- Clipeodinium Pascher, 1917
- Leptophyllus
- 夜光藻属 Noctiluca Suriray, 1836
- Pronoctiluca